# پیمان مقطوع
پیمان مقطوع، (به انگلیسی: Fixed-price contract) پیمان بلندمدتی است، که به‌موجب آن، پیمانکار با یک مبلغ مقطوع برای کل پیمان، یا یک نرخ ثابت برای هر واحد موضوع پیمان، که در برخی از موارد ممکن است براساس موادی خاص، مشمول تعدیل قرار گیرد، توافق می‌کند.

## انواع پیمان مقطوع[۷]
1. پیمان مبلغ مقطوع قطعی(FFP) (به انگلیسی: Firm-Fixed-Price)
2. پیمان مبلغ مقطوع با تعدیل اقتصادی (FP-EPA) (به انگلیسی: Fixed-Price contract with Economic Price Adjustment)
3. پیمان مبلغ مقطوع انگیزشی (FPIF) (به انگلیسی: Fixed-Price Incentive Fee)

## پیمان مبلغ مقطوع قطعی (FFP)[۷]
در پیمانهای مبلغ مقطوع قطعی، مبلغ به هیچ عنوان تغییر نمی کند هیچ نوع تعدیلی به قیمت ها تعلق نمی گیرد و پیمانکار ملزم به تکمیل کار مطابق پیمان می باشد.
استفاده از این نوع پیمان، زمانی مناسب است که طراحی و مشخصات عملکرد محصول پروژه به صورت قطعی مشخص باشد.
این نوع پیمان بیشترین ریسک را متوجه پیمانکار می کند.همه هزینه ها بر عهده پیمانکار بوده مسئول میزان سود یا زیان حاصله می باشد.این نوع پیمان بیشتر این انگیزه را برای پیمانکار فراهم می کند تا هزینه ها را کنترل کرده و تلاش کند بیشترین بهره وری را از منابع به دست آورد. معمولاً حداقل هزینه های بالاسری را به نهاد درگیر در پیمان تحمیل کند.

## مزایا و معایب قرارداد های مبلغ مقطوع قطعی[۷]
برای آنکه پیمان مبلغ مقطوع قطعی موثر واقع شود باید شرایط زیر وجود داشته باشد:
- کارفرما باید دقیقاً بداند چه چیزی را می‌خواهد تهیه کند.[۹]
- کارفرما باید بتواند اجزای کار را دقیق مشخص کرده تا امکان توافق روی قیمتی مشخص بین طرفین فراهم  شود.[۹]
- کارفرما باید اطمینان داشته باشد که مشخصات کار یا خواسته های عملکردی کار مورد نظرش در حین انجام تغییر نخواهد کرد.[۹]

چنانچه این سه شرط برقرار نباشند بهتر است که از پیمان نوع دیگری استفاده شود. ابهامات در مشخصات محصول و به دنبال آن تغییرات در طراحی گاهی می تواند این نوع پیمان را تبدیل به پیمانی کاملاً نامناسب نماید. کارفرما باید مشخصات کار را از همه جهات به طور دقیق مشخص کند. طرفین پیمان باید درک مشترکی از آنچه که باید انجام شود داشته باشند.
محدودیت دیگر این نوع پیمان، انعطاف پذیری کم آن برای کارفرماست. چرا که پس از انعقاد پیمان وی نمی تواند در خواسته های خود تغییری دهد. مگر آنکه هزینه آن را پرداخت کند. از آنجا که کار مورد نظر باید دقیقاً مشخص شده باشد و همه ی ریسک‌های افزایش قیمت متوجه پیمانکار است، پیمانکار تغییرات در خواسته‌ها را، بدون درخواست هزینه آنها، نمی تواند بپذیرد.
یکی از مزایای این نوع پیمان این است که به طور معمول نیاز به حداقل درگیری مدیریتی و اداری کارفرما دارد. البته چنانچه پرداخت به پیمانکار بر مبنای میزان پیشرفت باشد، به مراقبت و نظارت کارفرما نیاز خواهد بود.
از دیگر مزایای این نوع پیمان رقابت پذیری برای ارائه قیمت مناسب است.

## پیمان مبلغ مقطوع با تعدیل اقتصادی (FP-EPA)[۱۰]
در پیمان های (مبلغ مقطوع با تعدیل اقتصادی) امکان افزایش یا کاهش مبلغ پیمان در صورت تحقق شرایط پیش بینی شده در پیمان برای افزایش یا کاهش مبلغ پیمان وجود دارد.

این نوع پیمان در موارد زیر به کار گرفته می شود:
- زمانی که پایداری بازار یا شرایط کاری در زمان اجرا مشکوک است.
- زمانی که ترجیح داده می شود برای شرایط پیش بینی نشده، متناسب با هریک از آن شرایط، در صورت بروز هریک از آن ها به طور جداگانه و مشخص، تعدیل قیمت آن ها را پوشش دهد. معمولاً تعدیل قیمت باید در مواردی باشد که خارج از  کنترل پیمانکار است.

تعدیل اقتصادی مبلغ پیمان در سه نوع عمومی به شرح زیر است:
- تعدیل بر پایه قیمت های تثبیت شده: در این نوع تعدیل، تغییر قیمت ها بر مبنای افزایش یا کاهش قیمت اعلام شده در مراجع مشخصی، نسبت به قیمت توافق شده در پیمان برای اقلام معینی است که در پیمان مشخص شده است.
- تعدیل برپایه هزینه واقعی نیروی انسانی و مصالح و مواد:در این نوع تعدیل، تغییر قیمت ها بر مبنای افزایش یا کاهش هزینه واقعی نیروی انسانی، مصالح و مواد، نسبت به نرخ های مربوط در پیمان است.
- تعدیل برپایه شاخص های هزینه نیروی انسانی و مصالح و مواد: در این نوع تعدیل تغییر قیمت ها بر مبنای افزایش یا کاهش شاخص های تعیین شده در پیمان است.

ممکن است در این نوع پیمان ها علاوه بر تعدیل اقتصادی، پاداش های انگیزشی مختلفی نیز از جمله حق الزحمه اعطایی، پاداش کیفیت یا پاداش تسریع در مدت تکمیل، پیش بینی شود. پرداخت این پاداش ها نباید به هزینه وابسته بوده و ماهیت پیمان را که قطعی بودن مبلغ آن است، مخدوش کند.

## پیمان مبلغ مقطوع انگیزشی  (FPIF)[۱۰]
پیمان با (مبلغ مقطوع انگیزشی)، دارای مبلغ مقطوع با امکان تغییر سود و به تبع آن مبلغ نهایی پیمان است.

این تغییر بر پایه فرمولی که در پیمان مشخص شده است، اعمال می شود و در آن هزینه کل نهایی واقعی (مورد قبول کارفرما) و هزینه کل هدف (تعیین شده در پیمان) دخالت دارند. برای مبلغ نهایی پیمان، سقفی در ابتدای کار در نظر گرفته می شود. این نوع پیمان معمولاً زمانی به کار گرفته می شود که شرح موضوع کار در دسترس است، ولی برخی موضوعات هنوز باقی مانده اند که باید تعیین تکلیف شوند. گاهی هم مشخصات کافی از کار در دسترس نیست که بتوان مستقیماً از پیمان مبلغ مقطوع قطعی استفاده کرد. محصول مورد نظر می تواند تعریف شود، ولی نه تا حدی که پیمانکاران بتوانند خود را به صورت مبلغ مقطوع درگیر کنند. از طرف دیگر آن قدر اطلاعات از کار وجود دارد که نیازی به استفاده از پیمان بازپرداخت هزینه نیست.
پیمان مبلغ مقطوع انگیزشی، به کار فرما و پیمانکار آزادی عمل نسبی می دهد، در عین اینکه پیمانکار انگیزه قوی برای انجام کار خواهد داشت. این پیمان، انگیزه خوبی در اختیار پیمانکار قرار می دهد که کار را با حداقل هزینه های ممکن تکمیل کند. همچنین پیمانکار طبق فرمول مشخصی در هرگونه سود ناشی از صرفه جویی در هزینه ها و یا حتی در ضرر، شریک خواهد بود. پیمان مبلغ مقطوع انگیزشی با این فرض منعقد می شود که مبلغ نهایی و سود پیمان پس از انجام شدن کار مشخص خواهد شد. معمولاً برای هزینه ها سقفی در نظر گرفته می شود که هزینه های بالاتر از آن به مسئولیت پیمانکار خواهد بود.